# Crossota millsae
Crossota millsae is een hydroïdpoliep uit de familie Rhopalonematidae. De poliep komt uit het geslacht Crossota. Crossota millsae werd in 2003 voor het eerst wetenschappelijk beschreven door Thuesen. 